# تفاح يوناني
تفاح يوناني (الاسم العلمي:Malus yunnanensis) هو نوع من النباتات يتبع جنس التفاح من الفصيلة الوردية. تم وصف هذا النوع من النبات علمياً لأول مرة من قبل كاميلو كارل شنايدر وأدريان رينيه فرانشيه سنة 1906. سمي هذا النوع نسبةً إلى مقاطعة يونان في الصين.